# Georg Kiesau
Georg Carl Kiesau (* 1. Dezember 1881 in Königsberg (Preußen); † 8. Juni 1940 in Dresden) war ein deutscher Schauspieler, Regisseur und Theaterdirektor.

## Leben und Wirken
Nach dem Schulabschluss schlug er eine Ausbildung zum Buchhändler ein, sattelte dann um und besuchte die Schauspielschule von Marie Seebach in Berlin. Erste Auftritte hatte er in Köln, wo er auch als Regisseur tätig wurde. 1922 ging er als Mitglied an das Schauspielhaus nach Dresden, wo er 1925 zum Oberspielleiter ernannt wurde und zeitweise auch Direktor des Schauspielhauses war. Seine letzte Ruhestätte fand er im Urnenhain Tolkewitz.